# ジャパンヘルスサミット
株式会社ジャパンヘルスサミットは、宮城県仙台市青葉区に本社をおく健康食品販売メーカー。

## 主力商品
- キチン・キトサンを豊富に含むとされる、カニの殻から摘出されるキチンを原料とした健康食品「カニトップ」及び「キトミクロンZ」。

## 販売方法
- 連鎖販売取引・通販による。

## 不動産賃貸事業とホテル経営
- 杜の都ゴルフ倶楽部（宮城県黒川郡大和町）
- すぱエール蔵王（宮城県刈田郡蔵王町）
- 釧路セントラルホテル（北海道釧路市）
- スクラップ事業「メタルセンター」

## その他
1998年から2003年にかけてJリーグ・ベガルタ仙台のメインスポンサーを務め、ユニフォーム（胸部分）に「カニトップ」のプリントを入れていた。
2003年から2006年にかけて、日本ゴルフツアー機構（JGTO）のチャレンジトーナメント（現・AbemaTVツアー）競技として「カニトップ杯チャレンジトーナメント」を主催していたほか、2017年からは杜の都ゴルフ倶楽部で行われる「杜の都仙台チャリティプロアマトーナメント」に特別協賛している。
2007年11月には青森県黒石市が一般競争入札にかけた、津軽こけし館に展示されていた純金と純銀のこけし（最低売却価格1億9000万円）を落札した。